# Neu Sacro
Neu Sacro, niedersorbisch Nowy Zakrjow, ist ein Wohnplatz des zur Stadt Forst (Lausitz) gehörenden Ortsteils Naundorf im Landkreis Spree-Neiße in Brandenburg.

## Lage
Neu Sacro liegt in der Niederlausitz, etwa drei Kilometer nordwestlich der Altstadt von Forst. Umliegende Ortschaften sind die zur Stadt Forst gehörenden Ortsteile Mulknitz im Westen, Bohrau im Nordwesten, Naundorf im Norden, Sacro im Nordosten, sowie die Kernstadt Forst im Süden. 

## Geschichte
Im 16. Jahrhundert hatte Nickel von Rothe, Vasall der Biebersteiner, seinen Sitz im nahgelegenen Mückenhain. Wegen Raubritterei hingerichtet, gelang die Anlage später in herrschaftlichen Besitz und war Anfang des 17. Jahrhunderts Sitz von Anna von Bieberstein. Im Zuge der Separation wurden die Landbesitzverhältnisse für die Dörfer Mulknitz, Naundorf und Sacro neu geordnet und die Brühls für weggefallene Dienste ihrer Untertanen mit Land entschädigt. Das Vorwerk Mückenhain wurde aufgelöst. Aus den Brühlschen Altbesitz und den Entschädigungsländereien wurde 1842 das neue Gut Neu Sacro mit über 170 ha gebildet, knapp einen Kilometer vom einstigen Ritternest im Mückenhain entfernt. Im Zuge der Bodenreform ab 1945 wurde das Gut enteignet und als volkseigenes Gut weitergeführt. Nach der Zwangskollektivierung wurde das Gut Teil der Landwirtschaftliche Produktionsgenossenschaft (LPG) Friedensgrenze Groß Gastrose. Nach der Wiedervereinigung übernahm die Bauern AG Neißetal das Gut und entwickelte dieses zum Erlebnishof mit Hofladen und Gaststätte.
Seit Oktober 2003 gehört Neu Sacro zum Verwaltungsbereich des Ortsteils Naundorf. Geprägt ist der Ort durch zwei landwirtschaftliche Betriebe samt Wohnhäusern.